# المنا (ویسکانسین)
المنا، ویسکانسین (به انگلیسی: Almena, Wisconsin) یک Village (Wisconsin) و روستا در ایالات متحده آمریکا است که در شهرستان بارون، ویسکانسین واقع شده‌است.

## خصوصیات
المنا ۲٫۹۵ کیلومترمربع مساحت و ۶۷۷ نفر جمعیت دارد و ۳۶۹ متر بالاتر از سطح دریا واقع شده‌است.